# Adrià Soldevila i Rovira
Adrià Soldevila i Rovira   (Badalona, 6 d'agost de 1989) és un periodista esportiu català especialitzat en l'àmbit de la informació institucional. L'any 2020 va destapar, conjuntament amb els també periodistes Sergi Escudero i Sique Rodríguez, el Barçagate, un cas de difamació a través de les xarxes socials per part de l'empresa I3 Ventures contractada per la junta directiva de Josep Maria Bartomeu. Al programa Què t'hi jugues de SER Catalunya els tres periodistes van revelar que el Futbol Club Barcelona tenia contractada una empresa per a crear estats d'opinió a les xarxes socials. Aquesta investigació els va fer mereixedors de nombrosos premis, entre ells, el Josep Maria Planes de periodisme d'investigació del Col·legi de Periodistes de Catalunya, un premi que mai abans no s'havia atorgat a un treball de periodisme esportiu.
Soldevila és també un dels responsables de la investigació del Cas Negreira sobre la presumpta compra de partits del FC Barcelona per mitjà de pagaments a José María Enríquez Negreira, vicepresident del Comitè Tècnic d'Àrbitres, durant disset anys i que afecten els mandats de Joan Gaspart, Joan Laporta, Sandro Rosell i Josep Maria Bartomeu.
El 2020 va publicar el llibre El partit més llarg, una crònica periodística que revela tot el que va passar als despatxos del Futbol Club Barcelona el dia del referèndum de l'1 d'octubre del 2017 i com es va prendre la decisió de jugar el partit de la setena jornada de lliga contra la Unión Deportiva Las Palmas a porta tancada.

## Obra publicada
- Errors en blau i grana.  Barcelona: L'Arca, 2016. ISBN 978-84-945098-0-3.[6]
- 1001 històries del Barça.  Barcelona: L'Arca, 2016. ISBN 978-84-945098-1-0.
- 1001 secrets de la història del Barça.  Barcelona: L'Arca, 2017. ISBN 978-84-946505-1-2.
- El partit més llarg.  Barcelona: Ara Llibres, 2020. ISBN 978-84-17804-37-4.[7]
- De la gloria al infierno. La desintegración del Barça del triplete.  Barcelona: Deusto, 2022. ISBN 978-84-234-3350-6.